# Mansour Seck
Mansour Seck (Podor, 1955 – Dakar, 29 mei 2024) was een blinde Senegalese zanger en gitarist. Hij werd bekend door zijn samenwerking met Baaba Maal. Hij toerde later ook solo en bracht zowel met Maal als solo enkele albums uit.

## Biografie
Seck werd in Noord-Senegal als griot geboren, traditioneel een kaste met een lagere status die wordt geassocieerd met gezang, het vertellen van verhalen en bespelen van muziekinstrumenten. Hij behoort tot de bevolkingsgroep Toucouleur. Hij koos voor de gitaar, een muziekinstrument dat traditioneel niet door griots wordt gespeeld.
Vanaf zijn kindertijd was hij nauw bevriend met Baaba Maal met wie hij in 1977 samen door Afrika reisde om de muziektradities van Mauritanië en Mali te onderzoeken. Seck was slechtziend en had daarom hulp van Maal nodig om te reizen en touren. Omgekeerd kreeg Maal door zijn vriendschap met Seck toegang tot de muziek en muzikale tradities van de griots.
Toen Maal begin jaren tachtig een studiebeurs ontving voor een muziekstudie aan de École des Beaux-Arts in Parijs, nodigde hij na aankomst meteen enkele muzikanten uit ook naar Parijs te komen, waaronder zijn vriend Mansour Seck, om te spelen in zijn nieuw geformeerde muziekgroep Daande Lenol (Stem van het Volk). Uit deze tijd stamt het album Djam Leelii dat op de lijst van 1001 Albums You Must Hear Before You Die terechtkwam. 
In de jaren negentig gingen ze samen op tour in de Verenigde Staten. Een terugkerend onderdeel van Maal's concerten was een korte akoestische sessie met traditionele songs, gespeeld door Seck en Maal.
Seck bracht in 1994 zijn eerste soloalbum uit, N'Der Fouta Tooro, Volume 1. De muziek van Seck was traditioneler dan die van Maal. Hij speelde akoestische versies van oude Senegalese songs, en zong over onderwerpen als Senegalese cultuur, tradities, sociale problemen en vrede.
Seck overleed op 29 mei 2024 op 69-jarige leeftijd.

## Discografie
- 1984 - Djam Leelii (met Baaba Maal)
- 1991 - Baayo (met Baaba Maal)
- 1994 - N'Der Fouta Tooro, Volume 1 (solo)
- 1995 - N'Der Fouta Tooro, Volume 2 (solo)
- 1997 - Yelayo (solo)

- Bibsys: 69726
- Bibliothèque nationale de France: cb13981614c (data)
- Gemeinsame Normdatei: 1195177879
- International Standard Name Identifier: 0000 0000 3153 599X
- Library of Congress Control Number: n92046201
- MusicBrainz: 18b781ae-2e41-4ffd-a9be-d924ee67dde1
- Réseau des bibliothèques de Suisse occidentale: 02-A005922864
- Virtual International Authority File: 54341061
- WorldCat: E39PBJcwDfP8TQ3MXgYfpdQwmd